# Rho Fiera
Rho Fiera – stacja końcowa metra w Mediolanie, na linii M1. Stacja znajduje się w Rho, przy kompleksie Fiera di Milano i zlokalizowana jest za stacją Pero. Została otwarta w 2005.